# Aaron Valdes
Aaron Valdes (Whittier, California; 15 de junio de 1993) es un jugador de baloncesto profesional que posee tanto la nacionalidad estadounidense como la nacionalidad mexicana que actualmente es jugador de Toros Laguna. Es internacional con la Selección de baloncesto de México. Con 1,98 metros de altura y 86 kilos de peso, ocupa la posición de escolta.

## Trayectoria deportiva
Aaron Valdes es natural de California pero con nacionalidad mexicana, formado durante cuatro temporadas en la Universidad de Hawái en Mānoa en la que ingresó en 2012 para formar parte de los Hawaii Warriors. Aarón terminó su etapa colegial con 976 puntos acumulados, que lo colocó como el número 18 en la historia del programa de la Universidad de Hawái, Valdés tuvo 21 partidos con doble dígito, 5 partidos con más de 20 puntos anotados.
Dentro de la NCAA, en donde en el 2015-2016 tuvo apariciones en 30 partidos y promedió 14.1 puntos por juego, acumuló 5.5 rebotes, en el departamento de las asistencias logró acumular 2.4 por juego, en los tiros de campo terminó con 47.1% , un 68.0% desde la línea de los tiros libres y 32.3% desde el perímetro de los 3 puntos.
Tras no ser drafteado en 2016, en verano de 2016 llega Europa para debutar como profesional en las filas del KK Alytaus Dzūkija de la Lietuvos Krepšinio Lyga en el que disputaría la temporada 2016-17. Acabaría la temporada en el Wellington Saints de Nueva Zelanda.
En 2017 firmó por los Soles de Mexicali al que llegaría ya comenzada la temporada, aproximadamente en la jornada duodécima de competición de la Liga Nacional de Baloncesto Profesional de México y también disputaría la Liga de las Américas. Con el conjunto de Soles lograría la Liga Nacional de Baloncesto Profesional de México 2017-2018 a las órdenes de Iván Déniz, siendo nombrado jugador revelación del torneo en el que jugó 39 partidos en su campaña de debut para anotar 10 puntos por partido, más de 3 rebotes, 2.2 asistencias y 1.2 recuperaciones. Al término de la temporada renovaría con el conjunto de Soles, en el que jugaría durante dos temporadas más.
En 2019 firmó por los Leñadores de Durango de la Liga Nacional de Baloncesto Profesional de México para disputar la temporada 2019-20, pero debido a la crisis monetaria finiquitó su contrato con el conjunto dirigido por Pepe Pidal, para regresar a Soles de Mexicali. Con el conjunto dirigido por Iván Déniz logró rebasar los 100 encuentros disputados con los cachanillas y selló su segundo título con los bajacalifronianos tras una serie final exitosa contra Fuerza Regia.
El 9 de agosto de 2020, llega a Europa para jugar en las filas del Maccabi Haifa B.C. de la Ligat ha'Al por una temporada.